# Zijlijn

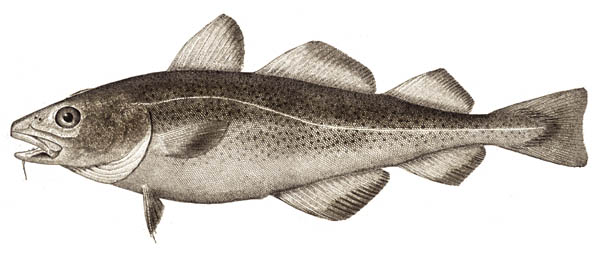
De zijlijn is te zien als een streep op de lichaamszijde van sommige vissoorten, zoals hier bij een kabeljauw.

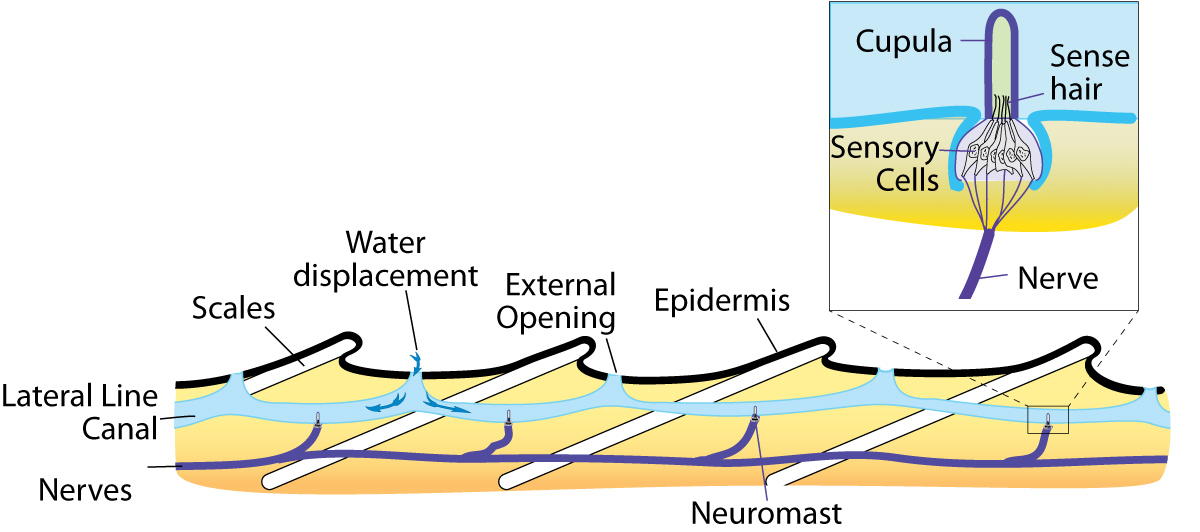
Doorsnede door het zijlijnorgaan

De zijlijn, laterale lijn of linea lateralis is een zintuig bij vissen waarmee bewegingen en trillingen in het omringende water waargenomen kunnen worden. De zijlijn is over het algemeen zichtbaar als een smalle lijn over de lengte van de vis, vanaf de kieuwdeksels tot aan de staartbasis.
Soms zijn gedeelten van de zijlijn gemodificeerd tot elektroreceptoren. Dit zijn organen waarmee elektrische impulsen waargenomen kunnen worden. Mogelijk kunnen sommige gewervelden zoals haaien de zijlijn gebruiken om magnetische velden waar te nemen. De meeste amfibieënlarven en sommige volwassen amfibieën zijn ook in het bezit van een zijlijn.
De receptoren in de zijlijn worden neuromasten genoemd. Elk van deze neuromasten bestaat uit een groep haarcellen. De haren daarvan worden omringd door een vooruitstekende geleiachtige cupula, die over het algemeen 0,1 tot 0,2 mm lang is. Deze cupula neemt de beweging van de vloeistof over en brengt hem over naar de haarcellen, die daarop een elektrisch signaal produceren.
De haarcellen en cupulae van de neuromasten liggen meestal op de bodem van een zichtbaar putje of groefje in de vis. De haarcellen in de zijlijn lijken op de haarcellen die in het inwendig oor van gewervelden voorkomen, wat er op kan wijzen dat de zijlijn en het middenoor een gemeenschappelijke oorsprong hebben. In de halfcirkelvormige kanalen in het menselijke evenwichtsorgaan zijn de haarcellen ook verbonden door een cupula.
Beenvissen, haaien en roggen hebben over het algemeen zijlijnkanalen waarbij de neuromasten niet direct aan de buitenkant van de vis zitten, maar met de omgeving in contact staan via smalle kanaaltjes die op de huid uitkomen. Er kunnen ook nog extra neuromasten op verschillende plekken op het lichaamsoppervlak zitten, zoals op de kop (zie afbeelding van snoek).
De ontwikkeling van het zijlijnsysteem hangt af van de levenswijze van de vis. Actief zwemmende vissen bijvoorbeeld hebben meer neuromasten in kanaaltjes dan op het lichaamsoppervlak en de zijlijn ligt verder van de borstvin verwijderd (zie afbeelding boven), wat mogelijk de ruis als gevolg van de beweging van de vinnen vermindert.
Het zijlijnorgaan helpt de vis om botsingen te vermijden, om zich ten opzichte van de waterstroom te oriënteren, en om prooien te lokaliseren. Blinde grottenvissen hebben bijvoorbeeld rijen neuromasten op hun kop, die blijkbaar worden gebruikt om voedsel precies te lokaliseren zonder dat daarbij gezichtsvermogen nodig is. Killivisjes zijn in staat om met hun zijlijnorgaan de rimpels te voelen die worden veroorzaakt door worstelende insecten die in het water zijn gevallen. Voor de aanval blijkt dit orgaan echter niet nauwkeurig genoeg en vissen zoals haaien zullen gebruikmaken van hun andere organen zoals de ampullen van Lorenzini om hun aanval succesvol uit te voeren. Experimenten met pollak hebben aangetoond dat de zijlijn ook een belangrijke rol speelt bij scholingsgedrag van vissen.

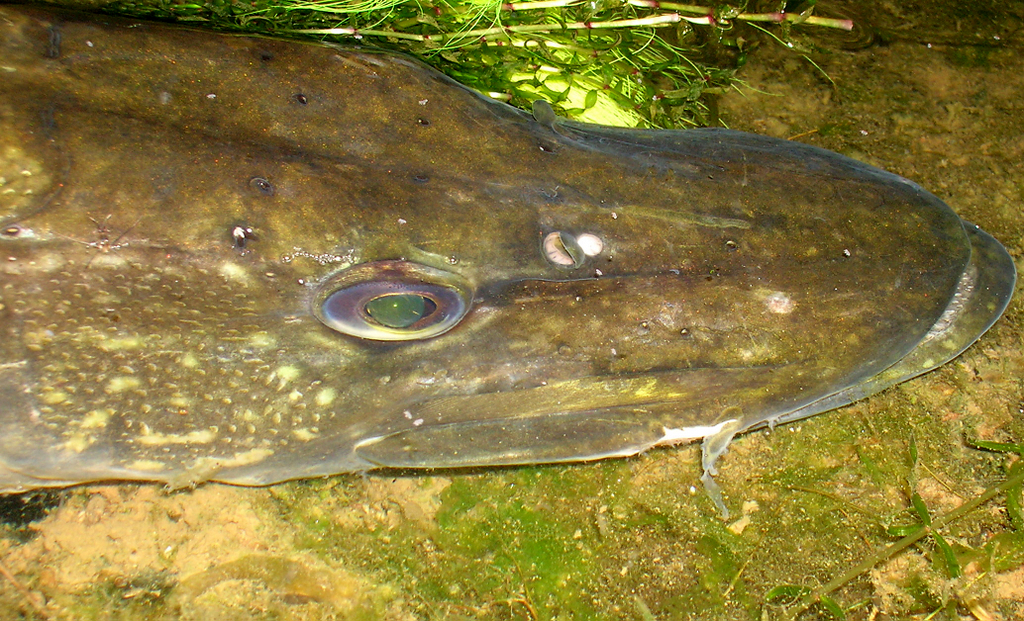
Op deze snoekenkop zijn de zintuigporiën goed zichtbaar. Foto: Piet Spaans